# Гексаборид самария
Гексаборид самария — бинарное неорганическое соединение
самария и бора с формулой SmB6,
кристаллы.

## Получение
- Синтез из чистых веществ:

{\displaystyle {\mathsf {Sm+6B\ {\xrightarrow {T}}\ SmB_{6}}}}
- Восстановление оксида самария(III) смесью бора и угля:

{\displaystyle {\mathsf {Sm_{2}O_{3}+12B+3C\ {\xrightarrow {T}}\ 2SmB_{6}+3CO}}}

## Физические свойства
Гексаборид самария образует кристаллы
кубической сингонии, пространственная группа P m3m, параметры ячейки a = 0,41299÷0,41333 нм, Z = 1,
структура типа гексаборида кальция CaB6
.
Соединение конгруэнтно плавится при температуре 2590 °C .
При температуре 0,1 К соединение переходит в сверхпроводящее состояние.
В 2012 году несколько групп предсказали, что гексаборид самария обладает свойствами топологического изолятора в соответствии с более ранними теоретическими предсказаниями.. Поскольку раньше было установлено, что гексаборид самария является изолятором Кондо, то есть сильно-коррелированным материалом, то существование топологического поверхностного состояния в этом материале привело бы к топологическому изолятору с сильными электронными корреляциями.